# Ludwig Minelli
Ludwig Amadeus Minelli (ur. 5 grudnia 1932 w Zurychu) – szwajcarski prawnik, założyciel organizacji Dignitas, która pomaga osobom nieuleczalnie chorym dokonać eutanazji.
Spośród ludzi propagujących wspomagane samobójstwo Minelli należy do mniejszości uważającej, że wspomagane samobójstwo powinno być dozwolone zarówno dla osób nieuleczalnie chorych jak i całkowicie zdrowych. Ponadto Minelli uważa, że wspomagane samobójstwo jest jednym z praw człowieka.
Minelli posiada również tytuł LLM Uniwersytetu w Zurychu. Jest ojcem dwóch córek, z których jedna zajmuje się sprawami administracyjnymi dla organizacji Dignitas.

## Wybrane publikacje
- Das Zürcher Flughafenproblem. Eine Dokumentation zur Urteilsbildung des Politikers und des Bürgers (wraz z Manfredem Kuhn oraz Edmondem Tondeur), SBFZ, Zurych 1970
- Schweiz, Liechtenstein, Verlag für Literatur und Zeitgeschehen, Hanower 1972
- Der brave Soldat K. Erlebnisse des Hptm Kollbrunner im Aktivdienst (wraz z Carlem M. Holliger), Reich, Lucerna 1980
- Obszönes vor Bundesgericht. Die Rechtsprechung des Schweizerischen Bundesgerichtes zu Art. 204 des Schweizerischen Strafgesetzbuches. Hecht, Zurych 1981
- Dina jagt ein Hosenbein. Erlebnisse einer Familie mit Tieren, Haupt, Berno 1990
- Übersicht über die Urteile des Europäischen Gerichtshofes für Menschenrechte 1960/1994, Forch 1995
- Das faire Verfahren nach Art. 6 EMRK (współautor), Schmidt, Kolonia 2005, ISBN 3-504-65517-8